# Aileen Meagher
Aileen Aletha Meagher, kanadska atletinja, * 26. november 1910, Halifax, Kanada, † 2. avgust 1987, Halifax.
Nastopila je na olimpijskih igrah leta 1936, kjer je osvojila bronasto medaljo v štafeti 4x100 m, v teku na 100 m se je uvrstila v polfinale. Na igrah Britanskega imperija je osvojila zlato in bronasto medaljo v štafeti 4x110/220 jardov, dve srebrni medalji v štafeti 3x110/220 jardov ter srebrno medaljo v teku na 220 jardov. 